# Artur Młodnicki
Artur Młodnicki (ur. 28 sierpnia 1911 we Lwowie, zm. 16 lipca 1972 we Wrocławiu) – polski aktor, reżyser teatralny i kierownik teatru. Związany z teatrami w: Krakowie, Warszawie, Poznaniu, Częstochowie, Lwowie, Olsztynie, Szczecinie, Łodzi i od 1952 roku do śmierci z Teatrem Polskim we Wrocławiu. Przez wiele lat kierował wrocławskim oddziałem ZASP-u.
Był trzykrotnie żonaty – z aktorkami Ireną Tomaszewską, Zofią Petri oraz Zdzisławą Zarembą. Z pierwszego małżeństwa miał córki: Iwę Młodnicką – również aktorkę i Małgorzatę Młodnicką – plastyczkę. Pochowany został we Wrocławiu na cmentarzu na Klecinie. Jego imię nosi jedna z wrocławskich ulic.
Od 1931 roku należał do Polskiej Korporacji Akademickiej Gasconia we Lwowie. Student Uniwersytetu im. Jana Kazimierza we Lwowie.

## Wybrana filmografia
- Czarne chmury reż. Andrzej Konic – Szef trupy teatralnej
- Wesele reż. Andrzej Wajda – Wernyhora
- Ostatni świadek reż. Jan Batory – Prof. Hubert Schmidt
- Podhale w ogniu, reż. Jan Batory – magnat
- Stawka większa niż życie odc. 7 reż. Janusz Morgenstern – Generał Langer
- Stawka większa niż życie odc. 12 reż. Andrzej Konic – Generał von Boldt
- Lalka reż. Wojciech Jerzy Has – Marszałek
- Czterej pancerni i pies odc. 6 reż. Konrad Nałęcki – Lekarz – profesor w szpitalu
- Rękopis znaleziony w Saragossie reż. Wojciech Jerzy Has – Inkwizytor
- Giuseppe w Warszawie reż. Stanisław Lenartowicz – Artysta
- Jak być kochaną reż. Wojciech Jerzy Has – Tomasz
- Lotna reż. Andrzej Wajda – Pułkownik
- Popiół i diament reż. Andrzej Wajda – Konferansjer Kotowicz
- Cafe pod Minogą reż. Bronisław Brok – Adiutant niemieckiego generała
- Żołnierz zwycięstwa reż. Wanda Jakubowska – Józef Beck
- Motodrama – Emerytowany oficer resortu bezpieczeństwa (rola epizodyczna)

## Polski dubbing
- 1950: Wszystko o Ewie – Addison DeWitt

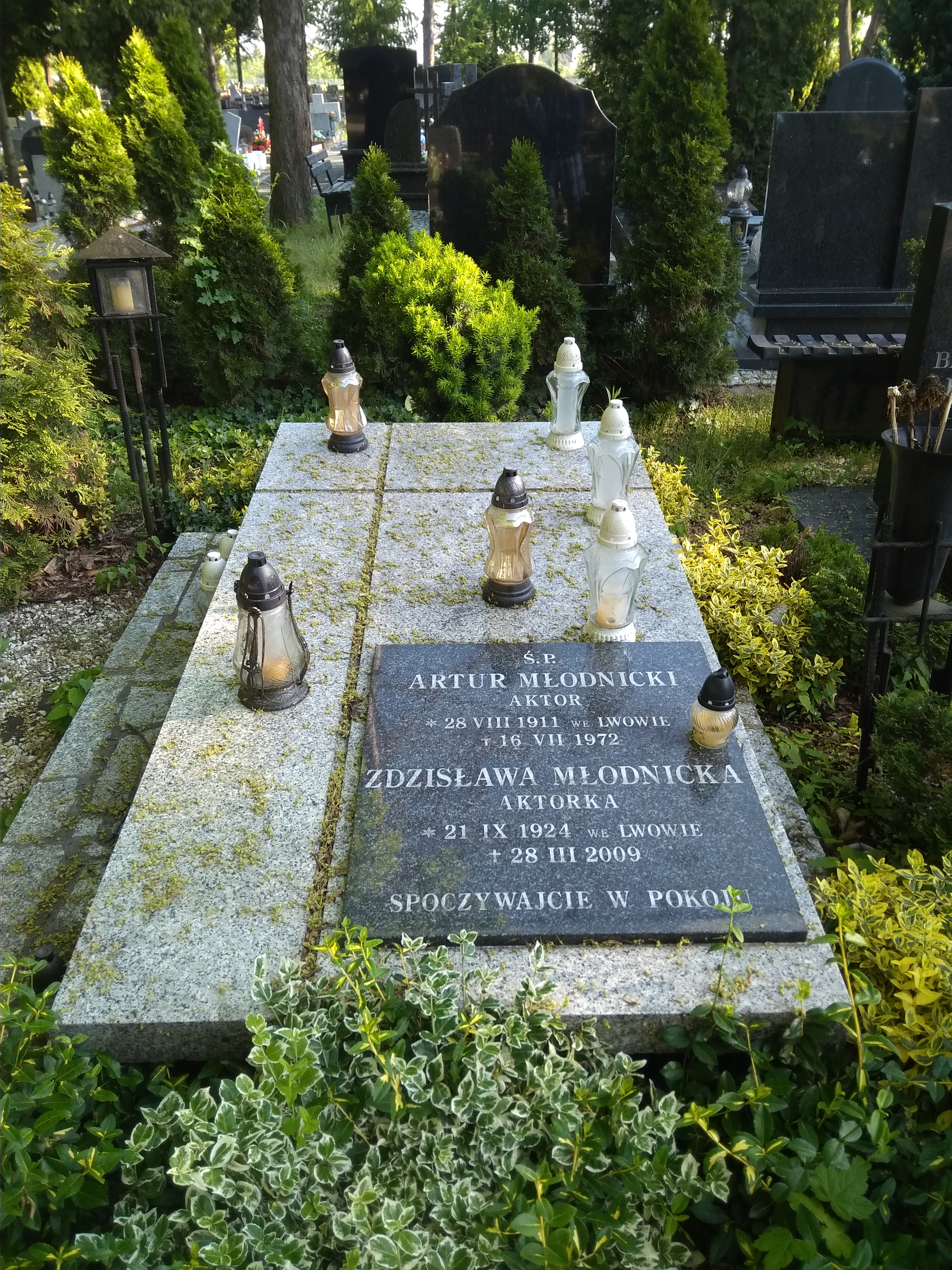
Grób Artura i Zdzisławy Młodnickich na Cmentarzu na Klecinie

## Odznaczenia i nagrody
- Złoty Krzyż Zasługi (1967)
- Srebrna Iglica (1966)
- Brązowa Iglica – dwukrotnie (1967, 1970)